# Gryllidae
Los gríllidos (Gryllidae) son una familia de insectos ortópteros de la superfamilia Grylloidea, dentro del suborden Ensifera. A esta familia pertenecen varios insectos conocidos vulgarmente como grillos. Son, por lo general, insectos de color marrón a negro, con hábitos nocturnos. Algunas especies se encuentran en las casas, los grillos domésticos, por ejemplo Acheta domesticus y Gryllus bimaculatus en zonas templadas y Gryllodes supplicans o Gryllodes sigillatus en zonas tropicales.

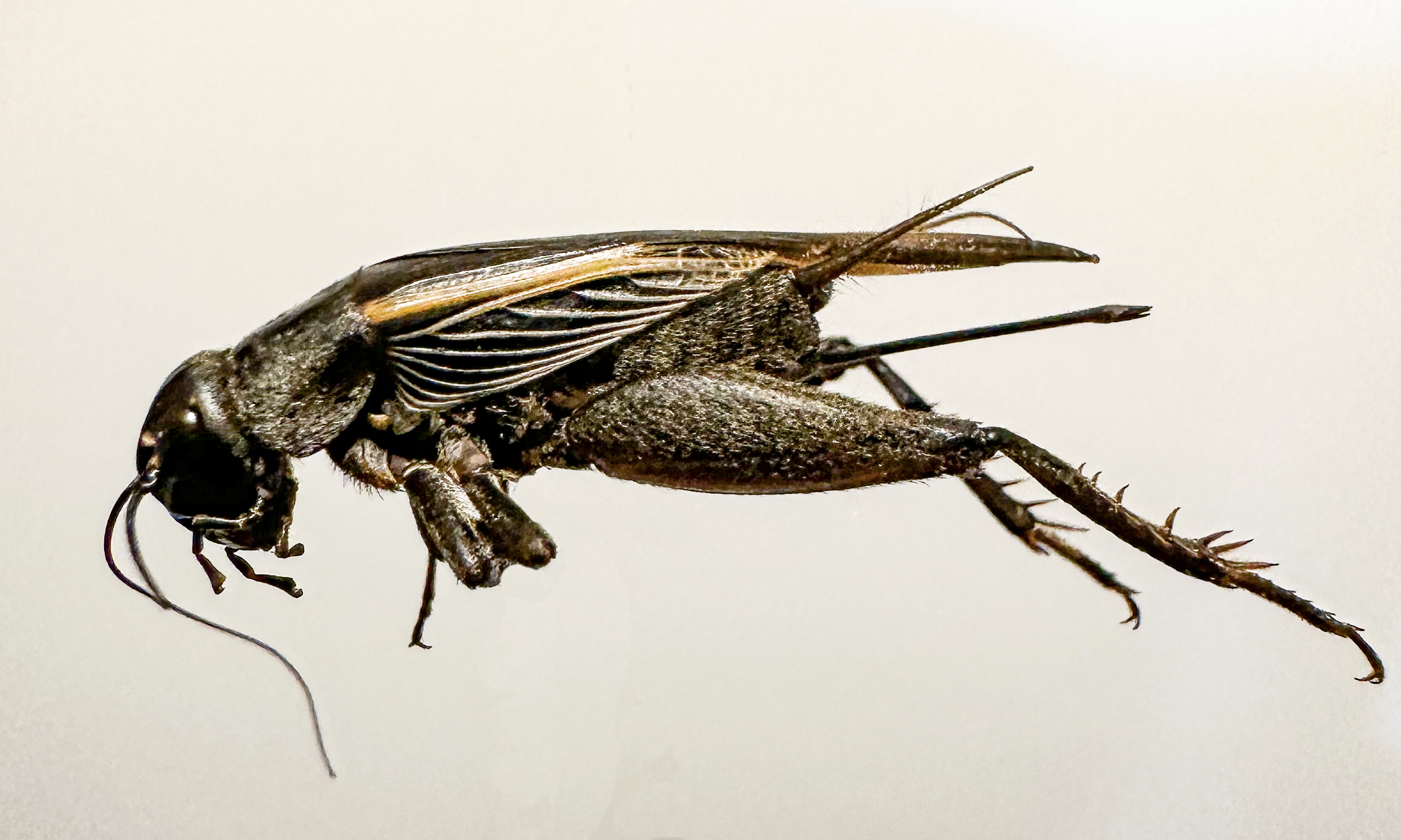
Grillo de campo o Teleogryllus commodus

## Características
Los grillos están emparentados con las Acrididae (saltamontes). Sus patas están adaptadas al salto, sin embargo saltan menos que los saltamontes, lo que los hace más torpes. En cambio, corren por el suelo con rapidez. Tienen oídos especiales en sus patas más grandes para captar los sonidos de sus compañeros de canto y comunicarse así en la oscuridad de la noche.Excavan una madriguera en el suelo, que consiste en una galería de más de medio metro, y que termina en una habitación esférica. La entrada a su madriguera la mantienen limpia en una gran extensión, ya que la utilizan para zona de canto y así atraer a las hembras (sólo los machos cantan). Para producir el sonido tan peculiar de estos insectos, levantan ligeramente sus alas y las frotan una contra la otra. La longitud de onda del canto de un grillo es similar a la distancia que hay entre los dos oídos humanos, razón por la cual resulta difícil establecer la localización de un grillo por su sonido. La hembra es capaz de captar este sonido gracias a que, como la mayoría de los ortópteros, poseen órganos timpánicos. Su régimen alimenticio es omnívoro: comen tanto plantas como insectos.

### Dimorfismo sexual
La hembra se diferencia del macho, en el caso del grillo común (Acheta domesticus) porque es de color más oscuro, tiene alas lisas y posee un apéndice (el ovipositor) en el extremo del abdomen que le permite poner sus huevos bajo tierra introduciendo este mientras efectúa la puesta.
Los chirridos del grillo pueden servir como indicador de la temperatura. La siguiente tabla muestra las ecuaciones para tres de las especies más comunes:

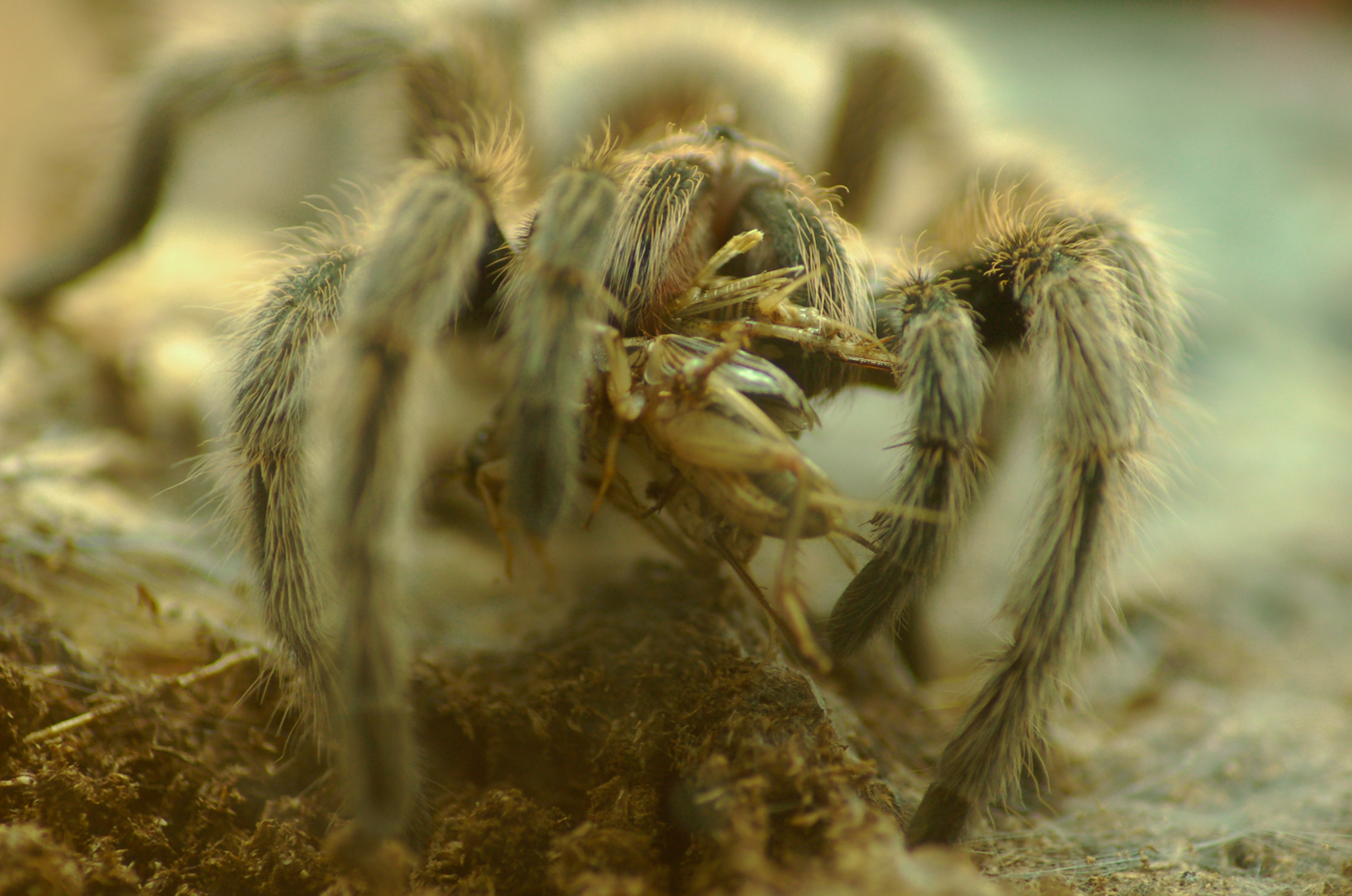
Grillo devorado por una tarántula.

| Especie                      | Relación para calcular la temperatura en función de la frecuencia de los chirridos                               |
| ---------------------------- | --- |
| Grillo campestre             | {\displaystyle {\mbox{Temperatura ºC}}={\cfrac {{\cfrac {\mbox{(Nº cantos x minuto)-40}}{\mbox{4}}}+18}{1.8}}}   |
| Grillo del árbol de la nieve | {\displaystyle {\mbox{Temperatura ºC}}={\cfrac {{\cfrac {\mbox{(Nº cantos x minuto)-92}}{\mbox{4.7}}}+18}{1.8}}} |
| Ensíferos                    | {\displaystyle {\mbox{Temperatura ºC}}={\cfrac {{\cfrac {\mbox{(Nº cantos x minuto)-40}}{\mbox{3}}}+28}{1.8}}}   |

## Comportamiento
El grillo es un insecto territorial muy agresivo contra sus congéneres con los cuales entabla combates, y es frecuente encontrar ejemplares (sobre todo machos) a los que les falta una o varias patas o con las alas destrozadas por las mandíbulas de un rival. Esta costumbre territorial los ha hecho famosos en Tailandia donde los habitantes locales suelen realizar combates de grillos en pequeños recipientes e incluso realizan apuestas. Esta costumbre también estaba arraigada en la China imperial.

## Biología
El comportamiento de los grillos varía mucho de una especie a otra. A la mayoría de los grillos les gusta la luz y el calor del sol, otros como los Troglophylus y los Dolichopoda (este último género de la familia vecina Rhaphidophoridae) son troglobios y, por tanto, solo viven en cuevas, sótanos oscuros o, más excepcionalmente, en túneles subterráneos.
En general, los grillos son excelentes excavadores de madrigueras, cavan galerías a veces profundas y viven en ellas. Otras especies son mirmecófilas o termitófilas: viven en nidos de hormigas o termitas, pero este comportamiento es más raro.
Los grillos son omnívoros. Viven aproximadamente un año.
Los grillos son muy apreciados por los terrariofilos, ya que son prolíficos y pueden alimentarse fácilmente. Los machos de algunas especies son muy agresivos entre sí. En algunos países, esta característica se utiliza para organizar peleas entre grillos machos; estas peleas están, por supuesto, sujetas a apuestas.
Los machos de algunas especies de grillos son estriados y producen su canto a través del tímpano situado en la tibia del primer par de patas. Se han interpretado claramente tres tipos de canto: El «canto de llamada» sexual (el más común), que se utiliza para atraer y dirigir a la hembra hacia el territorio del macho (fenómeno conocido como fonotaxis). El «canto de cortejo», preludio del apareamiento que se emite tras unos cuantos contactos de las antenas, es más breve, metálico y suave que el canto de llamada, al bajar los élitros sobre el dorso. La «estridulación agresiva» se utiliza para intimidar a otros machos, acompañar una pelea entre rivales o expresar victoria.
El canto se produce levantando oblicuamente los dos élitros. El élitro derecho, que tiene en su cara inferior la escofina estriduladora o arco (una alineación de dientes laminares), cubre siempre el élitro izquierdo para frotar su raspador o rebozador. Dos zonas membranosas, el «arpa» y el «espejo», amplifican los sonidos emitidos. El grillo es, pues, diestro, a diferencia del saltamontes. Los grillos insensibilizan su sistema auditivo para no ensordecerse con su propio canto.
Ciertas especies, conocidas como «grillos termómetro» (como el Oecanthus pellucens, el grillo italiano) emiten sus cantos (el término exacto es chisporroteo o crujido), cuya frecuencia depende de la temperatura ambiente según la ley de Dolbear: T (°F) =  número de chisporroteos (en 15 segundos) + 40.
Los grillos polinesios Teleogryllus oceanicus tienen una percepción categórica del sonido. Conocen dos palabras: «amigo» para los sonidos con una frecuencia inferior a 13 kHz (se llaman entre sí con sonidos cercanos a 5 kHz), y «enemigo» para los sonidos con una frecuencia superior a 16 kHz (sus depredadores, los murciélagos, emiten entre 25 y 80 kHz).
Los grillos son a veces «conducidos al suicidio» por un gusano parásito, Paragordius tricuspidatus'. La «manipulación parasitaria» consiste en la ingestión del gusano en forma larvaria por el grillo. Al cabo de un año, una vez alcanzada la madurez sexual, el gusano debe volver al agua para reproducirse. Entonces emite una sustancia química que actúa sobre el cerebro del grillo, haciéndole adoptar un comportamiento errático y dejar de reaccionar a ciertos estímulos de peligro, lo que a veces le lleva a ahogarse en arroyos, embalses, piscinas o incluso cubos de agua.

## Reproducción
Los grillos se reproducen sexualmente. Cuando el macho se aparea con la hembra, introduce su aparato reproductor en el tracto genital de la hembra y transfiere allí su espermatóforo. Una vez completado el apareamiento la mayoría de las hembras doblan el abdomen de modo que la punta del oviscapto quede perpendicular a la superficie del suelo suelto y húmedo. A continuación empuja su largo ovopositor en el suelo utilizando la barrena (extremo del oviscapto formado por cuatro válvulas, las ventrales que perforan el suelo y las dorsales que le permiten avanzar) y deposita sus huevos uno a uno utilizando válvulas internas revestidas de asperezas para evitar que los huevos suban. El número de huevos puede superar los setecientos. Unas semanas más tarde las crías emergen de los huevos completamente formados.

## Cría
Cazar grillos era una actividad muy popular entre los niños en verano. Consistía en detectar un grillo por su canto, acercarse lentamente y encontrar el agujero donde se refugiaba. Se agitaba una varilla o paja larga y fina en el agujero, el grillo salía y se le capturaba (si esto fallaba, el grillo, ahora desconfiado, ya no se atrapaba con esta técnica, sino que se desalojaba inundándolo con un vaso de agua), y se metía en una pequeña jaula especial: alimentado adecuadamente, el grillo podía cantar durante mucho tiempo.
Desde 1982 se celebra un campeonato mundial de tutores de grillos en Lavardens.

## Grillos como mascotas

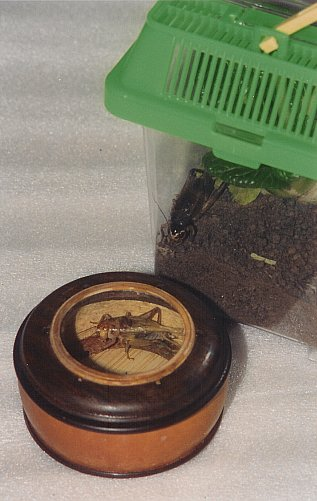
Caja de fauna (plástico; Japón 2003) y jaula de grillo china (madera, calabaza, vidrio; China, principios del)

En Japón los grillos “cantantes” son mascotas populares. Los machos de Meloimorpha japonica, Suzu-mushi en japonés, se ofrecen en pequeñas cajas en las ciudades japonesas y se organizan concursos de canto, eligiendo los grillos cantores con el canto más bello.
En China desde hace siglos se mantienen grillos “cantores” en pequeñas jaulas hechas de calabazas, bambú, madera y metal, y en los últimos años también de baquelita y otros plásticos. Los contenedores de arcilla son el hogar de los grillos utilizados en las competiciones.

## Subfamilias

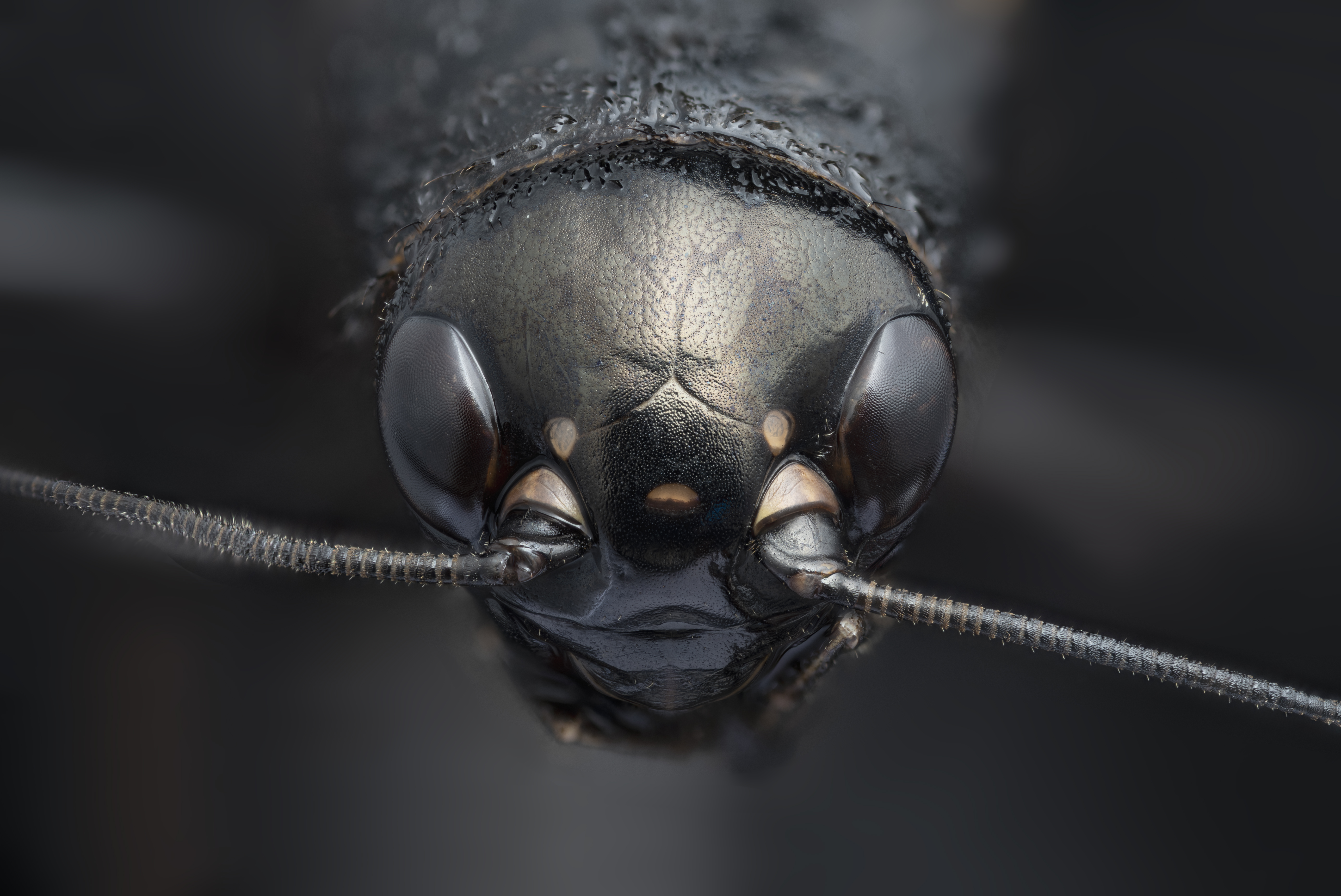
Cabeza de Teleogryllus commodus

Cladograma de Gwynne, 1995:
| Grylloidea | \| \| Gryllidae (grillo verdadero) \| \| \| \| \| \| Gryllotalpidae, Mogoplistidae y Myrmecophilidae \| \| \| \| |
|            | \| \| Gryllidae (grillo verdadero) \| \| \| \| \| \| Gryllotalpidae, Mogoplistidae y Myrmecophilidae \| \| \| \| |
|            | Schizodactylidae (grillos de patas aplanadas)                                                                    |
|            | |
|            | Gryllidae (grillo verdadero)                                                                                     |
|            | |
|            | Gryllotalpidae, Mogoplistidae y Myrmecophilidae                                                                  |
|            | |

|  | Gryllidae (grillo verdadero)                    |
|  |                                                 |
|  | Gryllotalpidae, Mogoplistidae y Myrmecophilidae |
|  |                                                 |

| Grylloidea | \| \| Gryllidae (grillo verdadero) \| \| \| \| \| \| Gryllotalpidae, Mogoplistidae y Myrmecophilidae \| \| \| \| |
|            | \| \| Gryllidae (grillo verdadero) \| \| \| \| \| \| Gryllotalpidae, Mogoplistidae y Myrmecophilidae \| \| \| \| |
|            | Schizodactylidae (grillos de patas aplanadas)                                                                    |
|            | |
|            | Gryllidae (grillo verdadero)                                                                                     |
|            | |
|            | Gryllotalpidae, Mogoplistidae y Myrmecophilidae                                                                  |
|            | |

|  | Gryllidae (grillo verdadero)                    |
|  |                                                 |
|  | Gryllotalpidae, Mogoplistidae y Myrmecophilidae |
|  |                                                 |

| Grylloidea | \| \| Gryllidae (grillo verdadero) \| \| \| \| \| \| Gryllotalpidae, Mogoplistidae y Myrmecophilidae \| \| \| \| |
|            | \| \| Gryllidae (grillo verdadero) \| \| \| \| \| \| Gryllotalpidae, Mogoplistidae y Myrmecophilidae \| \| \| \| |
|            | Schizodactylidae (grillos de patas aplanadas)                                                                    |
|            | |
|            | Gryllidae (grillo verdadero)                                                                                     |
|            | |
|            | Gryllotalpidae, Mogoplistidae y Myrmecophilidae                                                                  |
|            | |

|  | Gryllidae (grillo verdadero)                    |
|  |                                                 |
|  | Gryllotalpidae, Mogoplistidae y Myrmecophilidae |
|  |                                                 |

| Grylloidea | \| \| Gryllidae (grillo verdadero) \| \| \| \| \| \| Gryllotalpidae, Mogoplistidae y Myrmecophilidae \| \| \| \| |
|            | \| \| Gryllidae (grillo verdadero) \| \| \| \| \| \| Gryllotalpidae, Mogoplistidae y Myrmecophilidae \| \| \| \| |
|            | Schizodactylidae (grillos de patas aplanadas)                                                                    |
|            | |
|            | Gryllidae (grillo verdadero)                                                                                     |
|            | |
|            | Gryllotalpidae, Mogoplistidae y Myrmecophilidae                                                                  |
|            | |

|  | Gryllidae (grillo verdadero)                    |
|  |                                                 |
|  | Gryllotalpidae, Mogoplistidae y Myrmecophilidae |
|  |                                                 |

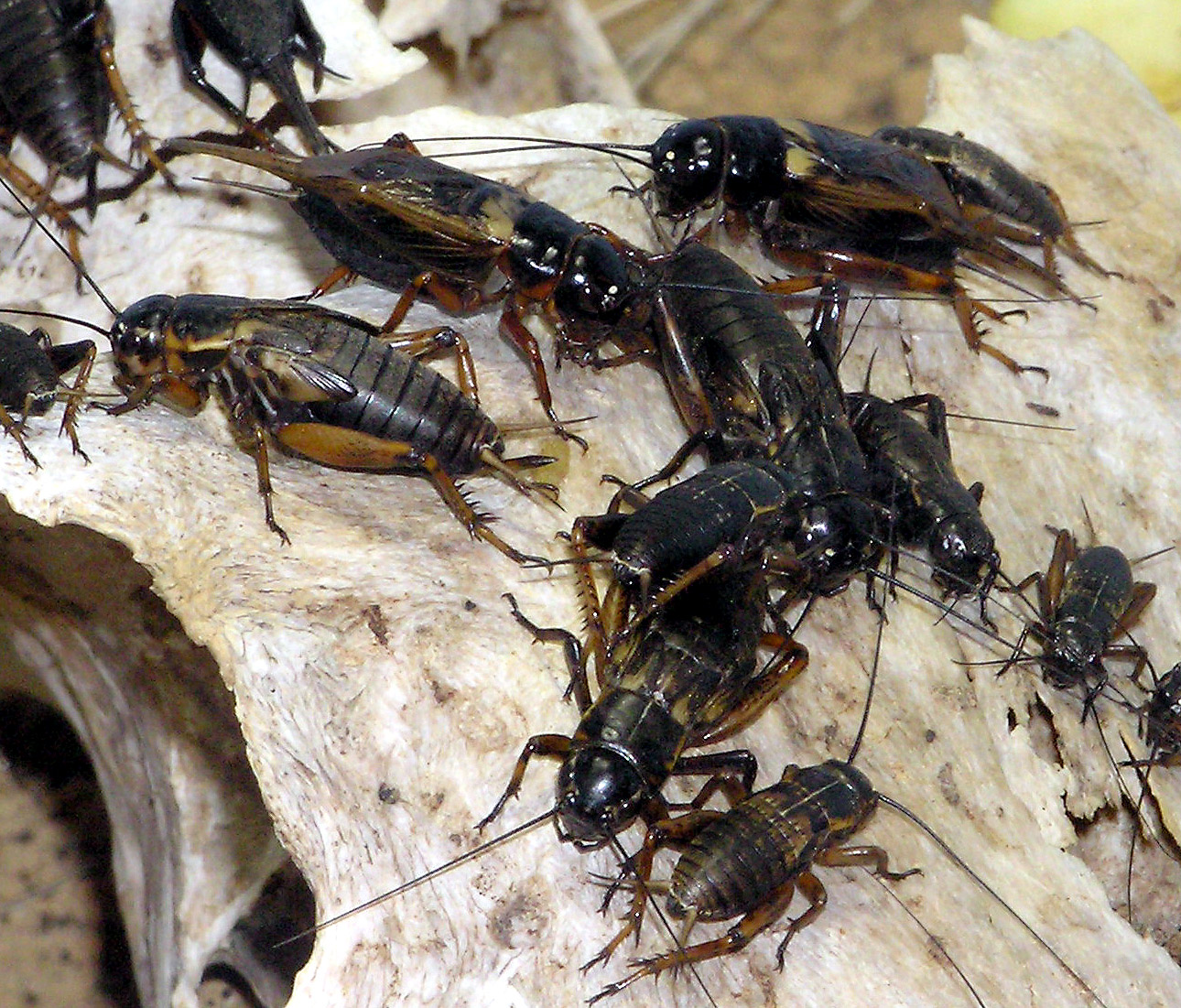
Grillo de campo africano Gryllus bimaculatus.

La familia de los grillos (Gryllidae) se subdivide en las siguientes subfamilias:
- Eneopterinae
- Gryllinae - grillos comunes, de campo y caseros (tales como Acheta domesticus y Gryllus bimaculatus).
- Nemobiinae - grillos de tierra.
- Oecanthinae - grillos de los árboles.
- Phalangopsinae
- Podoscirtinae
- Pteroplistinae
- Trigonidiinae - grillos de cola de sable.

- Subfamilia Gryllinae Laicharting, 1781 – grillo común o de campo
  - Gryllinae Laicharting, 1781
  - Gryllomiminae Gorochov, 1986
  - Gryllomorphinae Saussure, 1877
  - Gryllospeculinae † Gorochov, 1985
  - Itarinae Shiraki, 1930
  - Landrevinae Gorochov, 1982
  - Sclerogryllinae Gorochov, 1985
- Subfamilia Podoscirtinae
  - Euscyrtinae Gorochov, 1985
  - Hapithinae Gorochov, 1986
  - Pentacentrinae Saussure, 1878
  - Podoscirtinae Saussure, 1878 – grillo anómalo
- Subfamilia Phalangopsinae
  - Cachoplistinae Saussure, 1877
  - Luzarinae Hebard, 1928
  - Paragryllinae Desutter-Grandcolas, 1987
  - Phalangopsinae Blanchard, 1845 – grillos araña
  - Phaloriinae Gorochov, 1985
  - Pteroplistinae Chopard, 1936

- Subfamilia Eneopterinae Saussure, 1893
- Subfamilia Nemobiinae Saussure, 1877 – grillos de tierra
- Subfamilia Oecanthinae Blanchard, 1845 – grillos de árbol
- Subfamilia Trigonidiinae Saussure, 1874
- Género Gryllidium † Westwood, 1854
- Género Liaonemobius † Ren, 1998
- Género Lithogryllites † Cockerell, 1908
- Género Menonia † George, 1936
- Género Nanaripegryllus † Martins-Neto, 2002

## Otros grillos
Por otra parte, también son designados como "grillos", varias especies de otras familias de insectos, de la superfamilia Grylloidea, como las de las familias Gryllotalpidae de grillos topo y Myrmecophilidae de grillos hormiga.
Son designados como grillos weta, especies de las familias Anostostomatidae y Rhaphidophoridae y como grillos de los matorrales, especies de la familia Tettigoniidae, pertenecientes todos a distintas superfamilias del suborden Ensifera. Los grillos de Jerusalén, pertenecen a la familia Stenopelmatidae.

## La cultura y los grillos
Muchas supersticiones en distintas culturas están asociadas a los grillos y es un personaje invitado habitual en las fábulas clásicas. El mito griego de los amores entre Eos (la aurora) y Titono (el grillo) fue cantado poéticamente por Safo de Lesbos, en relación etiológicamente con la creencia o superstición de que se alimentaban del rocío por las mañanas. Igualmente, el cuento clásico de la literatura china El grillo del escritor chino Pu Songling (1640-1715), la fábula de Jean-Pierre Claris de Florian El grillo y la mariposa y el cuento de Navidad "El grillo del hogar (1845) de Charles Dickens le están consagrados. El grillo parlante es un personaje principal del cuento clásico de Carlo Collodi Pinocho (1883), conocido como Pepito Grillo en la película de Walt Disney, y es antiquísima la "fiesta del grillo" en Florencia todos los días de la Ascensión de María. En México el grillo más famoso es "Cri-Cri", personaje ficticio creado por el compositor y escritor veracruzano Francisco Gabilondo Soler.